# Gutenbergia adenocarpa
Gutenbergia adenocarpa là một loài thực vật có hoa trong họ Cúc. Loài này được Wech. mô tả khoa học đầu tiên năm 1981.